# Lista raidurilor de comando împotriva Zidului Atlanticului

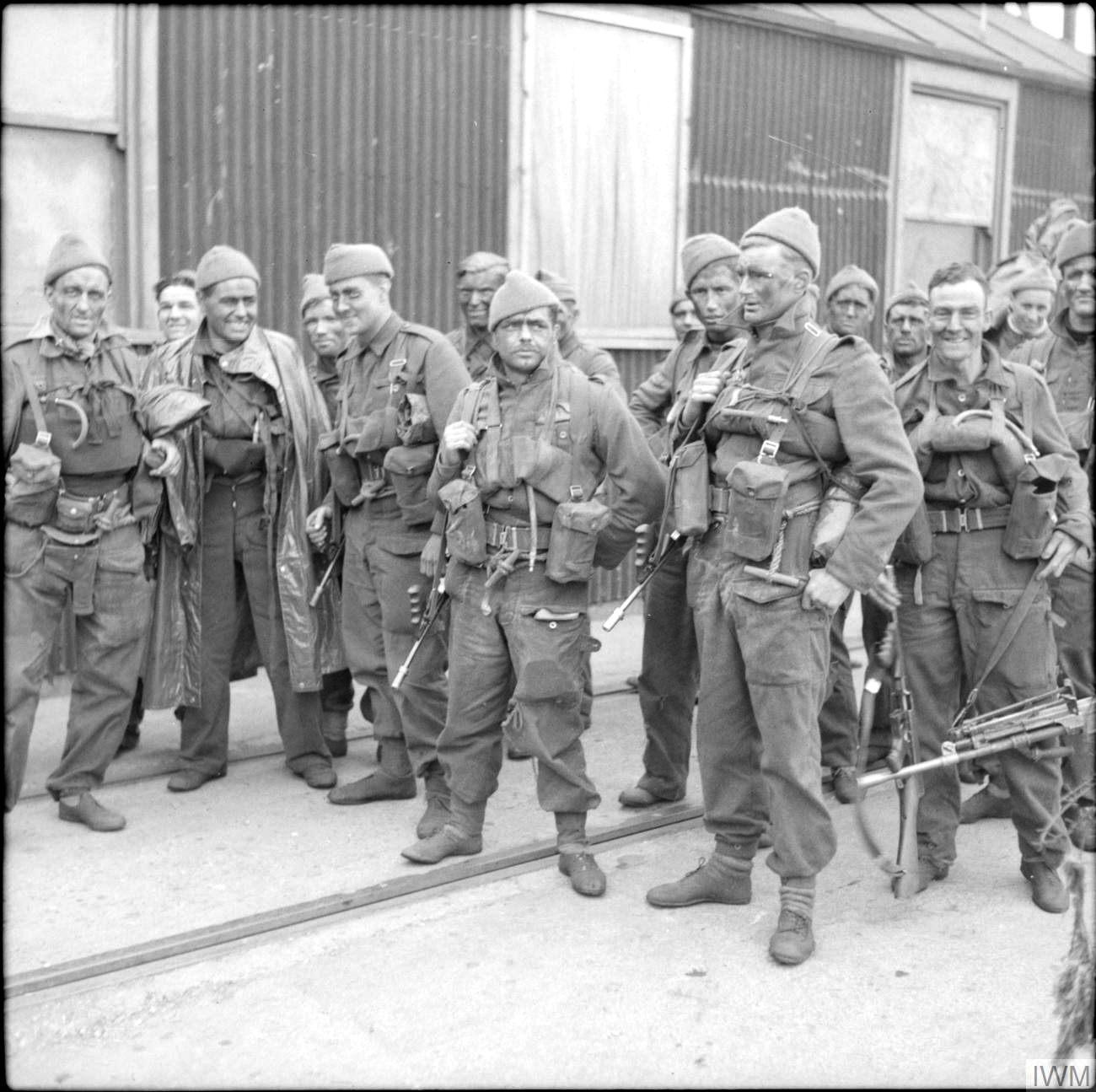
Comando britanic după întoarcerea din Operațiunea Abercrombie, un raid de pe coasta franceză din apropiere de Boulogne în aprilie 1942

Raidurile comandourilor efectuate de Aliații occidentali pe întreaga perioadă a celei de-a doua conflagrații mondiale împotriva fortificațiilor germane cunoscute cu numele generic de „Zidul Atlanticului” au avut ca principali participanți militarii din forțele armate britanice și ale Comunității Națiunilor. A mai participat de asemenea un mic număr de militari din țările ocupate de germani, grupați în „Comandoul interaliat nr. 10”. Operațiunile au vizat obiective ale Zidului Atlanticului aflate din Norvegia până la granița franco – spaniolă. Militarii participanți la raiduri au provenit după cum s-a spus mai înainte din rândurile trupelor de comando britanice. La două dintre cele mai importante raiduri, Operațiunile Gauntlet și Jubilee, trupele canadiene au jucat un rol de primă mărime. Efectivele implicate în raiduri au depins de importanța obiectivului vizat. Cel mai mic raid a fost cel efectuat de doi militari din Comandoul nr. 6 în cadrul Operațiunii J V. Cele mai numeroase efective au fost implicate în cadrul Operațiunii Jubilee – peste 10.500 de oameni. Majoritatea raidurilor au fost operațiuni planificate să se desfășoare pe durata unei singure nopți, dar au existat și raiduri desfășurate pe o mai lungă perioadă de timp, ca de exemplu Operațiunea Gauntlet.
Raidurile comandourilor aliate au devenit atât de periculoase pentru Germani în 1942, încât Adolf Hitler a emis în octombrie acel an Ordinul comandoului, prin care cerea explicit executarea tuturor militarilor comandourilor aliate capturați. 
Cele 57 de raiduri au avut loc între 1940 și 1944 și au vizat în principal obiective din Franța, adică 36 dintre acestea. Au mai fost executate 12 raiduri în Norvegia, 7 în Insulele Canalului și câte unul în Belgia și Țările de Jos. Rezultatele raidurilor au fost diverse. Dacă Operațiunea Chariot (raidul împotriva docurilor de la Saint-Nazaire) a fost considerat cel mai mare succes al atacurilor de acest gen, altele precum Operațiunea Aquatint sau Operațiunea Musketoon s-au încheiat cu moartea sau capturarea tuturor militarilor aliați participanți. Raidurile comandourilor aliate au încetat la mijlocul anului 1944 la ordinul generalului-maior Robert Laycock, comandantul Combined Operations Headquarters. El și-a justificat ordinul arătând că raidurile nu mai erau la fel de eficiente ca la începutul războiului. În plus, generalul  a considerat că raidurile nu fac decât să întărească defensivei germane de pe litoralul atlantic, ceea ce contravenea planurilor de invaziei aliate – viitoarea Operațiune Overlord.

## Formarea comandourilor
Comandourile britanice au fost formate după evacuarea Corpului Expediționar Britanic (BEF) de la Dunkirk din 1940. Premierul Winston Churchill a cerut formarea și echiparea unei forțe capabile să producă pierderi germanilor și să ridice moralul britanicilor. Churchill a cerut șefilor Statelor Majore Reunite să propună măsuri pentru declanșarea unei ofensive în teritoriile ocupate de Germani și a trasat ca sarcină ca acești unități „… să fie pregătiți cu trupe special antrenate din clasa vânătorilor, care să dezlănțuie un regim de teroare de-a lungul litoralului inamic.”
Locotenent colonelul Dudley Clarke, un ofițer de stat major, prezentase deja o propunere de înființare unor unități de elită generalului John Dill, șeful Statului Major General Imperial. Dill, care aflase de intențiile lui Churchill, a aprobat planul lui Clarke. După doar trei săptămâni după ce Dill își dăduse acordul pentru înființarea comandourilor, a avut primul raid. Cei trei militari implicați nu au reușit să strângă informații sau să distrugă echipamente militare germane. Ei au reușit doar să ucidă două santinele germane.
În 1940 a fost lansată o cerere de voluntari din rândul soldaților forțelor terestre britanice cu diferite specializări, ca și din rândul „companiilor independente” (organizate inițial din rândurile militarilor Armatei Teritoriale) care luptaseră în Norvegia. În noiembrie 1940, unitățile militare nou formate au fost organizate ca Brigada de Servicii Speciale cu patru batalioane, plasate sub comanda generalului de brigadă J. C. Haydon. Până în toamna anului 1940, peste 2.000 de oameni se oferiseră voluntari pentru instruirea în cadrul trupelor de comando.
Au fost formate 19 comandouri ale forțelor terestre britanice pe teritoriul Regatului Unit și în Orientul Mijlociu.  Comandoul nr. 10 interaliat a fost format din voluntari din țările ocupate de germani și din refugiați politici germani. În februarie 1942, Infanteriei Marine Regală i s-a ordonat să își organizeze propriile unități de comando. 6.000 de soldați s-au oferit voluntari, care aveau să formeze nouă comandouri. În 1943, Royal Navy și Royal Air Force și-au organizat propriile comandori.
Începând cu 1943, comandourile au început să întreprindă și raiduri la scară mai mare. Comandourile au fost organizate în brigăzi de infanterie de asalt, care aveau să fie forța de șoc în viitoarele operațiuni de debarcare ale aliaților. Din cele 20 de comandouri, 17 au fost folosite pentru formarea a patru brigăzi „Special Service”. Cele trei rămase – comandourile 12, 14 (Arctic) și 62 au continuat să fie folosite pentru raiduri de mică amploare. Lipsa unor voluntari pentru înlocuirea pierderilor suferite în luptă i-au forțat pe comandanții aliați să desființeze aceste trei comandouri spre sfârșitul anului 1943. Comandoul nr. 10 (interaliat) a fost păstrat pentru efectuarea de raiduri de mică amploare. În cadrul acestui comando se afla numărul cel mai mare de voluntari proveniți din teritoriile ocupate de naziști. Acești militari erau antrenați să fie se deplaseze la țintă pe calea aerului, fiind lansați ca parașutiști, sau pe apă, folosind ambarcațiuni cu vâsle de mici dimensiuni.
Comandourile au fost trecute sub controlul operațional al Cartierelor Generale ale Operațiunilor Combinate. Primul comandant a fost amiralul Roger Keyes, un veteran al Bătăliei de la Gallipoli și al Raidului de la Zeebrugge din Primul Război Mondial. Keyes a demisionat în octombrie 1941 și a fost înlocuit de amiralul Louis Mountbatten. Ultimul comandant a fost generalul maior Robert Laycock, care a preluat postul de la Mountbatten în octombrie 1943.

## Listă de comandouri și operațiuni
| No. | Data                         | Nume de cod             | Unitatea                                                              | Efective implicate                                                   | Locație                              | Obiectiv                                                                                        | Rezultat |
| --- | ---------------------------- | ----------------------- | --------------------------------------------------------------------- | -------------------------------------------------------------------- | ------------------------------------ | ----------------------------------------------------------------------------------------------- | --- |
| 1   | 24/25 iunie 1940             | Operațiunea Collar      | Compania independentă nr. 11                                          | 200 militari                                                         | Boulogne Le Touquet Franța           | Misiune de recunoaștere și capturare de prizonieri                                              | Misiunea a fost doar o victorie propagandistică. Două santinele germane au fost ucise. Comandoul nu a pierdut niciun om, toți membrii săi s-au reîntors la bază. |
| 2   | 14/15 iulie 1940             | Operațiunea Ambassador  | Comandoul nr. 3 Compania independentă nr. 11                          | 140 militari                                                         | Guernsey Insulele Canalului          | Capturarea de prizonieriși atacul asupra unui aeroport                                          | Doar 40 de militari au debarcat. Raidul a fost un eșec datorită unei serii de defecțiuni tehnice și ghinioane, dar și datorită grabei cu care s-a făcut planificarea și executarea misiunii. Nu a existat niciun rezultat din punct de vedere militar.                                                                                            |
| 3   | 4 martie 1941                | Operațiunea Claymore    | Comandoul nr. 3 Comandoul nr. 4                                       | 800 militari                                                         | Insulele Lofoten Norvegia            | Distrugerea țintelor industriale                                                                | Au fost incendiate aproximativ 800.000 galoane de ulei de pește, kerosen și parafină. Au fost distruse fabricile de producție și au fost luați 228 prizonieri de război. |
| 4   | 27/28 iulie 1941             | Operațiunea Chess       | Comandoul nr. 12                                                      | 16 militari                                                          | Ambleteuse Franța                    | Misiune de recunoaștere și capturarea de prizonieri                                             | Comandoul a rămas pe pământ francez aproximativ o oră. Nu au fost luați prizonieri și nu au existat pierderi umane. |
| 5   | 24 august– 2 septembrie 1941 | Operațiunea Gauntlet    | Brigada a 2-a de infanterie canadiană                                 | 1.500 militari                                                       | Spitsbergen Norvegia                 | Distrugerea țintelor industriale                                                                | Au fost distruse instalații ale minelor de cărbune. |
| 6   | 30/31 august 1941            | Operațiunea Acid Drop   | Comandoul nr. 3                                                       | 25 militari                                                          | Neufchâtel-Hardelot Merlimont Franța | Misiune de recunoaștere și capturarea de prizonieri                                             | Comandoul a rămas pe pământ francez aproximativ 30 de minute, dar nu a întâlnit nicun soldat german. |
| 7   | 27/28 septembrie 1941        | Operațiunea Chopper     | Comandoul nr. 1                                                       | 25 militari                                                          | St Aubin Franța                      | Misiune de recunoaștere și capturarea de prizonieri                                             | Doi militari aliați au fost uciși și trupurile lor au rămas pe pământ francez. |
| 8   | 27/28 septembrie 1941        | Operațiunea Deep Cut    | Comandoul nr. 1                                                       | 25 militari                                                          | St Vaast Franța                      | Misiune de recunoaștere și capturarea de prizonieri                                             | Militarii aliați au întâlnit o patrulă de germani pe biciclete. În schimbul de focuri, doi membri ai comandoului au fost răniți. |
| 9   | 12/13 noiembrie 1941         | Operațiunea Astrakan    | Comandoul nr. 6                                                       | 4 militari                                                           | Houlgate Franța                      | Misiune de recunoaștere a zonei litorale                                                        | Comandoul nu a întâlnit nici un militar german, dar a reușit să strângă informații cu privire la posibilitatea folosirii plajei de către vasele amfibii de debarcare. |
| 10  | 22/23 noiembrie 1941         | Operația Sunstar        | Comandoul nr. 9                                                       | 100 militari                                                         | Houlgate Franța                      | Bateria de tunuri                                                                               | Misiune încheiată cu un succes parțial. Deși comandoul nu a reușit să distugă bateria de tunuri și nu a luat prizonieri, au fost capturate documente și au fost strânse informații. |
| 11  | 26–28 decembrie 1941         | Operațiunea Anklet      | Comandoul nr. 12                                                      | 300 militari                                                         | Florø Norvegia                       | Capturarea de prizonieri și distrugerea unor stații radio                                       | Au fost distruse două stații radio, mai multe ambarcațiuni au fost scufundate sau capturate și au fost luați mai mulți prizonieri. Se consideră greșit că „Anklet” este un raid de diversiune pentru sprijinirea Operațiunii Archery dar, în realitate, a fost exact invers.                                                                      |
| 12  | 27 decembrie 1941            | Operațiunea Archery     | Comandoul nr. 2 Comandoul nr. 3 Comandoul nr. 4 Comandoul nr.6        | 800 militari                                                         | Vågsøy Norvegia                      | Transporturile navale, instalațiile portuare și personalul german                               | Au fost distruse patru fabrici și depozite de pește și au fost luați mai mulți prizonieri. Comandourile au pierdut 17 oameni morți și 53 răniți. |
| 13  | 17/18 ianuarie 1942          | Operațiunea Curlew      | Școala de călărie a Corpului V (V Corps school of raiding )           | 100 militari                                                         | St Laurent Franța                    | Acțiune de recunoaștere a lucrărilor defensive de pe plajă                                      | Misiunea a eșuat, iar echipajele de debarcare au trebuit să fie salvate de marina militară. |
| 14  | 27/28 februarie 1942         | Operațiunea Biting      | Batalionul I de parașutiști                                           | 100 militari                                                         | Bruneval Franța                      | Capturarea de echipament radar                                                                  | Acesta a fost un raid încununat de succes, ceea ce a dus la creșterea efectivelor trupelor aeropurtate britanice prin crearea Regimentului de parașutiști. |
| 15  | 27/28 martie 1942            | Operațiunea Chariot     | Comandoul nr. 2 și detașamente din comandourile 1, 3, 4, 5, 9 și 12   | 265 militari de comando plus de comando plus 346 infanteriști marini | Saint-Nazaire Franța                 | Instalațiile portuare                                                                           | „Chariot” a fost numit de atunci cel mai mare raid al tuturor timpurilor. |
| 16  | 5 aprilie 1942               | Operațiounea Myrmidon   | Comandoul nr. 1 Comandoul nr. 6                                       | 100 militari                                                         | Estuarul Ardour Franța               | Instalațiile portuare                                                                           | Raidul a fost anulat datorită vremii nefavorabile și a dificultăților întâmpinate de vasele de transport în traversarea unui banc de nisip. |
| 17  | 11/12 aprilie 1942           | Operațiunea JV          | Comandoul nr. 6                                                       | 2 militari                                                           | Boulogne-sur-Mer Franța              | Transporturile navale germane                                                                   | Cei doi membri ai comandoului au plantat o mină magnetică pe un tanc petrolier și s-au îndepărtat fără să fie identificați. |
| 18  | 21/22 aprilie 1942           | Operațiunea Abercrombie | Comandoul nr. 6 un detașament din Regimentul V „Carleton and York”    | 150 miltari                                                          | Neufchâtel-Hardelot Franța           | Capturarea de prizonieri și distrugerea unei baterii de proiectoare                             | Misiunea nu a fost îndeplinită. Un militar aliat a fost rănit. |
| 19  | 3/4 iunie 1942               | Operațiunea Bristle     | Comandoul nr. 6                                                       | necunoscut                                                           | St Cecile Franța                     | Instalație radar germană                                                                        | Raidul a fost un succes, dar comandoul a fost interceptat de germani pe drumul de întoarcere, aliații suferind mai multe pierderi. |
| 20  | 14/15 august 1942            | Operațiunea Barricade   | Comandoul nr. 62                                                      | 11 militari                                                          | Pointe de Saire Franța               | Locație a unui radar și artileriei antiaeriene                                                  | Trei germani au fost uciși și șase au fost răniți. Comandoul nu a pierdut nici un om, dar misiunea nu a fost îndeplinită. |
| 21  | 19 august 1942               | Operațiunea Jubilee     | Divizia a 2-a de infanterie canadiană Comandoul nr. 3 Comandoul nr. 4 | 10.500 militari                                                      | Dieppe Franța                        | Misiune de recunoaștere de amploare                                                             | Raidul a fost un eșec. Canadienii au pierdut 3.367 de oameni, iar britanicii 275 membrii ai comandourilor. Royal Navy a pierdut un distrugători și 33 de vase de debarcare. De asemenea, marina militară a pierdut 500 de morți și răniți. RAF a pierdut 106 avioane, iar Luftwaffe doar 48. Forțele terestre germane au pierdut 591 de militari. |
| 22  | 2/3 septembrie 1942          | Operațiunea Dryad       | Comandoul nr. 62                                                      | 12 militari                                                          | Le Casquets Insulele Canalului       | Misiune de recunoaștere și capturare de prizonieri                                              | Au fost luați șapte prizonieri. Au fost capturate mai multe cărți de coduri, analizate mai apoi de serviciile de specialitate britanice. |
| 23  | 7/8 septembrie 1942          | Operațiunea Branford    | Comandoul nr. 62                                                      | 12 militari                                                          | Burhou Insulele Canalului            | Recunoaștere                                                                                    | Raidul a trebuit să identifice o poziție adecvată pentru instalarea unei baterii de artilerie necesară sprijinirii unui atac împotriva Alderney. Nu a fost înregistrat niciun incident. |
| 24  | 12/13 septembrie 1942        | Operațiunea Aquatint    | Comandoul nr. 62                                                      | 12 militari                                                          | St Honerine Franța                   | Misiune de recunoaștere și capturarea de prizonieri                                             | Toți membrii comandoului participanți la raid au fost uciși sau luați prizonieri. |
| 25  | 20/21 septembrie 1942        | Operațiunea Musketoon   | Comandoul nr. 12                                                      | 12 militari                                                          | Glomfjord Norvegia                   | Instalații industriale                                                                          | Raidul a fost un succes, dar cei mai mulți membri ai comandoului au fost luați prizonieri pe când încercau să se strecoare în Suedia. Ei au devenit primele victime ale Kommandobefehl (Ordinul comandoului). |
| 26  | 3/4 octombrie 1942           | Operațiunea Basalt      | Comandoul nr. 12 Comandoul nr. 62                                     | 12 militari                                                          | Sark Insulele Canalului              | Misiune de recunoaștere și capturarea de prizonieri                                             | Patru germani au fost uciși și unul a fost luat prizonier. The prisoners had been bound and it resulted in Germany ordering 1,376 Allied POW's be manacled |
| 27  | 11/12 noiembrie 1942         | Operațiunea Fahrenheit  | Comandoul nr. 12 Comandoul nr. 62                                     | 10 militari                                                          | Plouézec Franța                      | Misiune de recunoaștere și capturarea de prizonieri                                             | În timpul raidului împotriva unei stații de semnalizare au fost uciși cel puțin doi soldați germani, după care comandoul s-a retras. |
| 28  | 15/16 noiembrie 1942         | Operațiunea Batman      | Comandoul nr. 12 Comandoul nr. 62                                     | 10 militari                                                          | Cherbourg Franța                     | Nu este cunoscut obiectivul                                                                     | Raidul a fost anulat, militarii participanții fiind incapabili să debarce pe țărmul stâncos în largul mării. |
| 29  | 19/20 noiembrie 1942         | Operațiunea Freshman    | Corpul Pionierilor Regali                                             | 32 militari                                                          | Telemark Norvegia                    | Obiectiv industrial                                                                             | Toți militarii britanici participanți la atac au fost uciși în momentul în care planoarele cu care erau transportați s-au prăbușit sau, deși au supraviețuit aterizării, au fost luați prizonieri și executați mai apoi de germani. |
| 30  | 22–29 noiembrie 1942         | necunoscut              | Comandoul interaliat nr. 10                                           | 5 militari                                                           | Bergen Norvegia                      | Misiune de recunoaștere și capturarea de prizonieri                                             | Au existat trei încercări de finalizare a misiunii. Prima oară, misiunea a anulată după ce comandoul a fost localizat de aviația germană. În timpul celei de-a doua tentative, au fost obținute informații de la pescarii norvegieni, după care comandoul s-a retras. A treia tentativă a fost anulată datorită vremii nefavorabile.              |
| 31  | 11/12 decembrie 1942         | Operațiunea Frankton    | Infanteria Marină Regală                                              | 12 militari                                                          | Bordeaux Franța                      | Transporturile maritime                                                                         | Comandoul și-a îndeplinit misiunea, dar doar doi militari dintre cei 12 supraviețuit atacului. Misiunea a fost ecranizată în 1955 în filmul The Cockleshell Heroes. |
| 32  | 23/24 ianuarie 1943          | Operațiunea Cartoon     | Comandoul interaliat nr. 10 Comandoul nr. 12                          | 63 militari                                                          | Stord Norvegia                       | Obiectiv industrial                                                                             | Misunea a distrus o mină de pirită (sulfură de fier). |
| 33  | 24 februarie– 1 martie 1943  | Operațiunea Crackers    | Comandoul interaliat nr. 10 Comandoul nr. 12 Comandoul nr. 30         | 16 militari                                                          | Sognefjord Norvegia                  | Capturarea de prizonieri                                                                        | Raidul a fost oprit din cauza condiilor meteo nefavorabile. Comandoul a stabilit un post de observație care a reușit să obțină informații folositoare. |
| 34  | 27/28 ianuarie 1943          | Operațiunea Huckaback   | Comandoul nr. 62                                                      | 10 militari                                                          | Herm Insulele Canalului              | Capturarea de prizonieriși verificarea posibilității instalarii de baterii de artilerie la Herm | Misune încheiată cu succes. Participanții la raid nu au identificat niciun semna al prezenței ocupantului nazist și au lăsat în zonă fluturași de propagandă. |
| 35  | 14/15 februarie 1943         | Operațiunea Brandy      | Comandoul nr. 10 interaliat Comandoul nr. 12                          | 7 militari                                                           | Florø Norvegia                       | Shipping                                                                                        | The raid attacked two German ships and laid mines in the harbour. A Motor Torpedo Boat ran aground and had to be abandoned. |
| 36  | 19 martie 1943               | Operațiunea Roundabout  | Comandoul interaliat nr. 10 Comandoul nr. 12                          | 10 militari                                                          | Stad Norvegia                        | Misiune de recunoaștere și capturarea de prizonieri                                             | Raidul a fost anulat după întâlnirea cu o patrulă germană. |
| 37  | 3/4 aprilie 1943             | Operațiunea Pussyfoot   | 062\|Comandoul nr. 62                                                 | 10 militari                                                          | Herm Insulele Canalului              | Capturarea de prizonieri                                                                        | Comandoul nu a reușit să debarce datorită ceței groase. |
| 38  | 29 aprilie 1943              | Operațiunea Checkmate   | Comandoul nr. 14 (Arctic)                                             | 7 militari                                                           | Haugesund Norvegia                   | Transporturile navale                                                                           | Comandoul a reușit să plaseze minele, dar toți membrii săi au fost luați prizonieri și executați mai apoi. |
| 39  | 3/4 iulie 1943               | Operațiunea Forfar Easy | Comandoul nr. 12                                                      | 10 militari                                                          | Onival Franța                        | Misiune de recunoaștere și capturarea de prizonieri                                             | Militarii au reușit să escaladeze faleza, dar nu au reușit să traverseze gardul de sârmă chimpată de pe vârf. |
| 40  | 5/6 iulie 1943               | Operațiunea Forfar Dog  | Comandoul nr. 12                                                      | 10 militari                                                          | Biville Franța                       | Misiune de recunoaștere și capturarea de prizonieri                                             | Salupa rapidă cu care se deplasa comandoul a fost lovită de focul inamic în momentul începerii debarcării. |
| 41  | 3–5 august 1943              | Operațiunea Forfar Beer | Comandoul nr. 12                                                      | 10 militari                                                          | Életot Franța                        | Misiune de recunoaștere și capturarea de prizonieri                                             | Vasul de transport al comandoului a fost descoperit în timpul deplasării de o patrulă germană. |
| 42  | 3/4 august 1943              | Operațiunea Forfar Love | Serviciul Special Naval                                               | 4 militari                                                           | Dunkirk Franța                       | Misiune de recunoaștere în zona cheilor                                                         | Cele două canoe au fost obligate să se retragă după ce au fost desoperite de lumina de căutare a unui proiector. |
| 43  | 1–4 septembrie 1943          | Operațiunea Forfar Item | Comandoul nr. 10 interaliat Comandoul nr. 12                          | 8 militari                                                           | St Valery Franța                     | Misune de recunoaștere a unei baterii de proiectoare și capturarea de prizonieri                | Raidul a înregistrat un succe parțial. Echiapa a fost parașutată cu succes, dar vasul de evacuare s-a împotmolit la plecare, fiind pierdut tot echipamentul. |
| 44  | 3/4 septembrie 1943          | Operațiunea Pound       | Comandoul nr. 12                                                      | necunoscut                                                           | Ouessant Franța                      | Misiune de recunoaștere și capturarea de prizonieri                                             | Se crede că doi soldați germani dintr-o unitate necunoscută au fost uciși. |
| 45  | 24/25 decembrie 1943         | Operațiunea Hardtack 11 | Comandoul nr. 10 interaliat                                           | 7 militari                                                           | Gravelines Franța                    | Misiune de recunoaștere și capturarea de prizonieri                                             | Vasul torpilor care transporta comandoul a făcut un ocol pentru atacarea unui convoi inamic, iar șalupa destinată debarcării s-a scufundat, iar un militar a murit. Ceilalți șase au ajuns pe țărm și s-au alăturat Rezistenției. |
| 46  | 25/26 decembrie 1943         | Operațiunea Hardtack 13 | Comandoul nr. 10 interaliat Serviciul Naval Special                   | 10 militari                                                          | Bénouville Franța                    | Misiune de recunoaștere și capturarea de prizonieri                                             | Raidul și-a atins doar parțial obiectivele – nu a fost capturat niciu prizonier. |
| 47  | 25/26 decembrie 1943         | Operațiunea Hardtack 28 | Comandoul nr. 10 interaliat                                           | 10 militari                                                          | Jersey Insulele Canalului            | Capturarea de prizonieri                                                                        | După escaladarea falezei, comandoul a cules informații de la localnici. Aflați în criză de timp, militarii s-au retras în grabă și au declanșat explozia unei mine. Doi camarazi au fost răniți. Toți militarii aliați au fost evacuați. |
| 48  | 26/27 decembrie 1943         | Operațiunea Hardtack 4  | Comandoul nr. 10 interaliat                                           | 10 militari                                                          | Biville Franța                       | Misiune de recunoaștere și capturarea de prizonieri                                             | The Commandos were forced to withdraw by German patrol activity. |
| 49  | 26/27 decembrie 1943         | Operațiunea Hardtack 5  | Comandoul nr. 10 interaliat                                           | 10 militari                                                          | Onival Franța                        | Misiune de recunoaștere și capturarea de prizonieri                                             | Un membru al comandoului a fost rănit de explozia unei mine antipersonal în timpul operațiunii de debarcare. Restul de 9 a rămas o jumătate de oră pe țărm fără să întâlnescă vreun militar german. |
| 50  | 26/27 decembrie 1943         | Operațiunea Hardtack 7  | Comandoul nr. 10 interaliat Comandoul nr. 12                          | 5 militari                                                           | Sark Insulele Canalului              | Misiune de recunoaștere și capturarea de prizonieri                                             | În timpul primei tentative de executare a misiunii, comandoul a trebuit să se reîntoarcă în Anglia pentru că militarii nu au reușit să escaladeze faleza din zona de debarcare. În timpul celei de-a doua încercării de pe 27/28 decembrie, membrii comandoului au intrat într-un câmp minat. Doi oameni au fost uciși, iar restul răniți.        |
| 51  | 26/27 decembrie 1943         | Operațiunea Hardtack 21 | Comandoul nr. 10 interaliat                                           | 10 militari                                                          | Quinéville Franța                    | Misiune de recunoaștere și capturarea de prizonieri                                             | Raidul a colectat informații asupra lucrărilor defensive germane de pe plaja care avea să fie codificată „Utah’’ în timpul Operațiunii Overlord. |
| 52  | 27/28 decembrie 1943         | Operațiunea Hardtack 23 | Comandoul nr. 10 interaliat                                           | 10 militari                                                          | Ostend Belgia                        | Misiune de recunoaștere și capturarea de prizonieri                                             | Raidul a fost anulat după ce șalupa torpiloare cu care era transportat comandoul a eșuat pe un banc de nisip. |
| 53  | 24/25 decembrie 1943         | Operațiunea Hardtack 36 | Comandoul nr. 10 interaliat                                           | 10 militari                                                          | Wassenaar Țările de Jos              | Misiune de recunoaștere și capturarea de prizonieri                                             | Toți membrii comandoului au fost uciși după ce au debarcat. |
| 54  | 15/16 mai 1944               | Operațiunea Tarbrush 5  | Comandoul nr. 10 interaliat                                           | 2 militari                                                           | Dunkerque Franța                     | Recunoaștere a zonei de plajă                                                                   | În timpul raidului au fost examinate obstacolele antidebarcare de pe plajă. |
| 55  | 15/16 mai 1944               | Operațiunea Tarbrush 8  | Comandoul nr. 10 interaliat                                           | 2 militari                                                           | Quend Franța                         | Recunoaștere a zonei de plajă                                                                   | Raidul a examinat cu succes obstacolele antidebarcare de pe plajă. Comandoul a recuperat o mină antitanc și a adus-o în Anglia pentru examinare. |
| 56  | 16/17 mai 1944               | Operațiunea Tarbrush 3  | Comandoul nr. 10 interaliat                                           | 2 militari                                                           | Bray-Dunes Franța                    | Recunoaștere a zonei de plajă                                                                   | Comandoul nu a reușit să debarce datorită mării agitate. |
| 57  | 17/18 mai 1944               | Operațiunea Tarbrush 10 | Comandoul nr. 10 interaliat                                           | 2 militari                                                           | Onival Franța                        | Recunoaștere a zonei de plajă                                                                   | Raidul a fost un eșec. Datorită unei erori de navigație, cei doi militari au fost debarcați în alt punct decât cel planificiat și au fost capturați de germani. |
| 58  | 24/25 august 1944            | Operațiunea Rumford     | Comandoul nr. 10 interaliat                                           | 10 militari                                                          | Île d'Yeu Franța                     | Capturarea insulei ocupate de germani                                                           | Debarcarea s-a efectuat în condiții bune, dar germanii evacuaseră deja insula. |

## Galerie

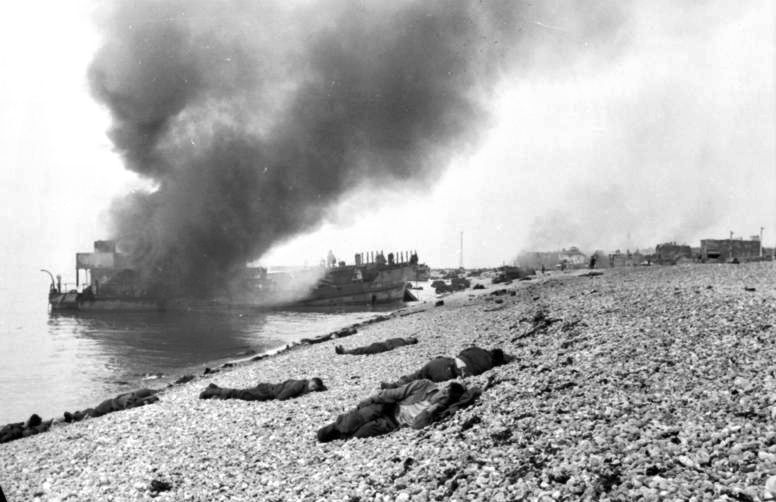
Vas de debarcare distrus în timpul Operațiunii Jubilee și soldați canadieni morți pe plajă
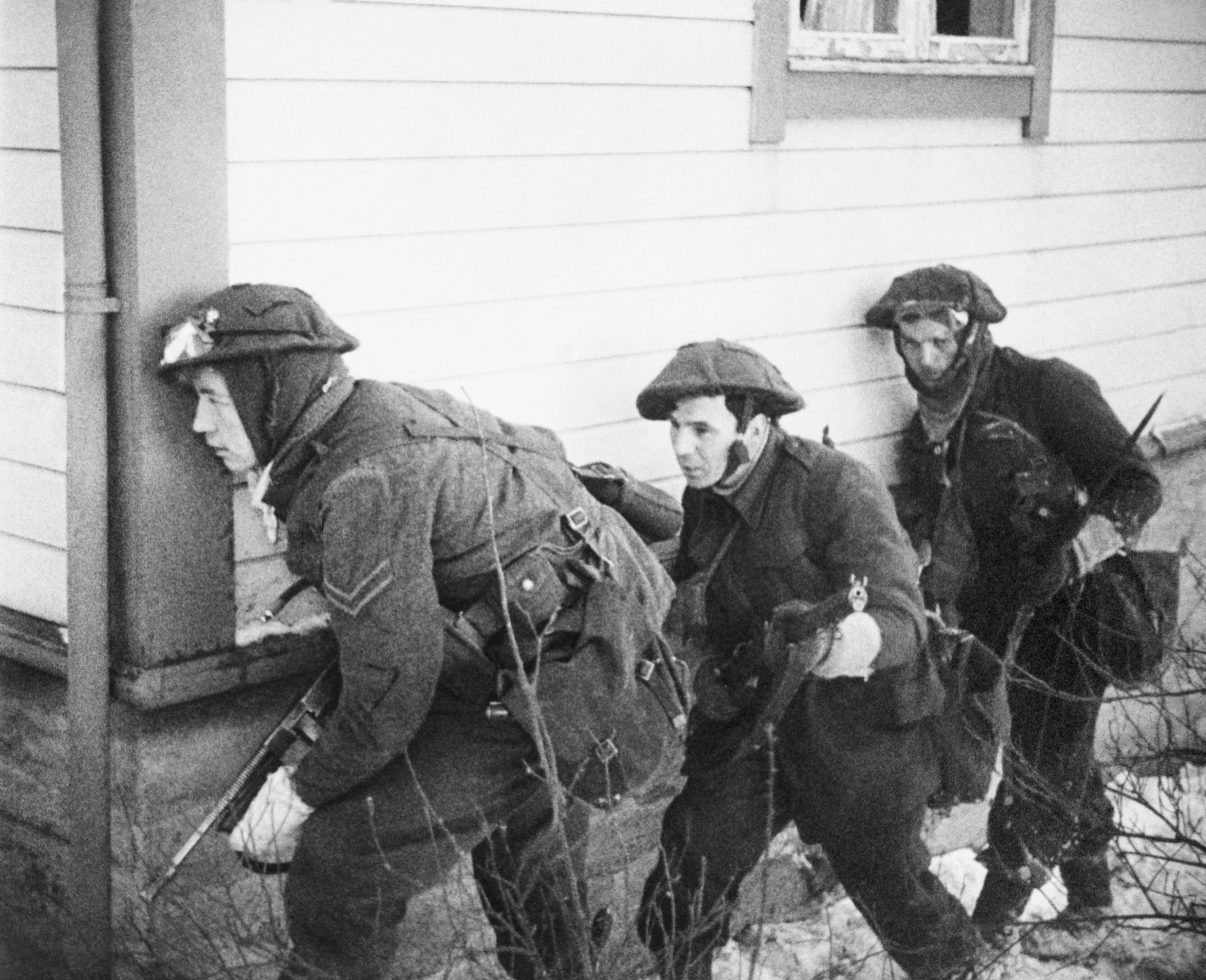
Membrii ai comandoului britanic în timpul Operațiunii Archery
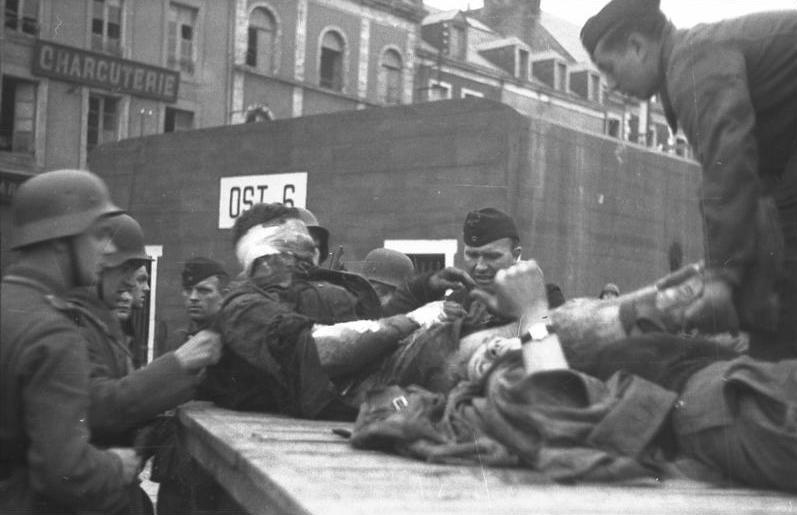
Membrii ai comandoului britanic răniți în timpul Operațiunii Chariot
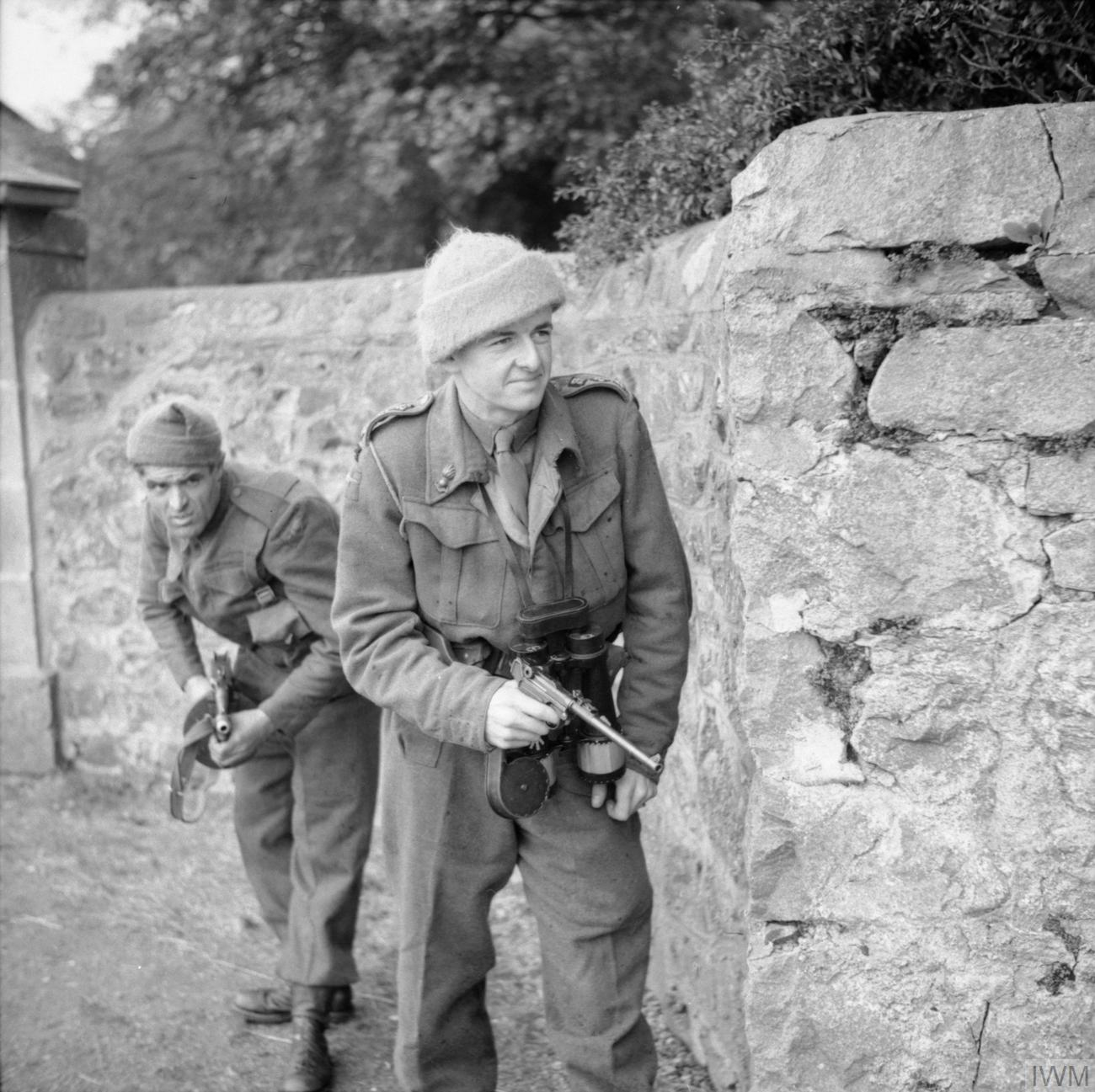
Doi membri ai Comandoului nr. 6 în timpul antrenamentului
Soldați ai Comandoului nr. 3 după raidul de la Dieppe
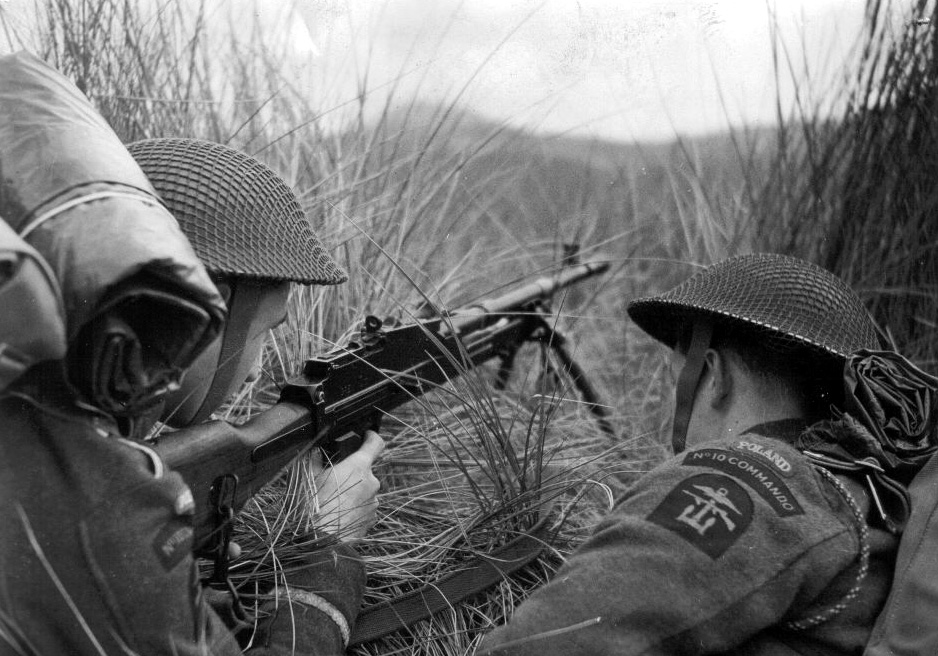
Soldați polonezi membri ai Comandoului nr. 10 în timpul antrenamentelor din Scoția
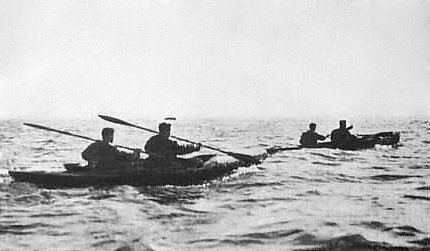
Doi soldați într-o canoe, ambarcațiune folosită în mai multe operațiuni J V, Astrakan și Frankton